# Туманов, Иван Михайлович
Ива́н Миха́йлович Тума́нов (7 ноября 1944 года — 21 декабря 2003) — профессор, доктор технических наук.

## Биография
Родился в Семеновском районе, Горьковской области. В 1972 окончил Горьковский Политехнический Институт (инженер-электрик). Работал и преподавал в Нижегородском Государственном Техническом Университете. Создал в 1996 году на факультете Автоматики и Электромеханики кафедру «Промышленная Электроника» которую возглавлял по декабрь 2003 года. За годы жизни подготовил сотни специалистов. Много аспирантов под его руководством защитили кандидатские диссертации.
Профессор И. М. Туманов входил в «Учебно-методическое объединение по образованию в области радиотехники, электроники, биомедицинской техники и автоматизации является государственно-общественным объединением в системе высшего профессионального образования Российской Федерации».